# Automolis obscura
Automolis obscura là một loài bướm đêm thuộc phân họ Arctiinae, họ Erebidae.